# Opération dans le Pacifique
Pour plus de détails, voir Fiche technique et Distribution.

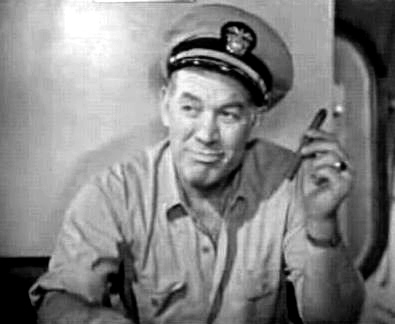
Ward Bond incarne le Commandant John T. 'Pop' Perry

Opération dans le Pacifique (Operation Pacific) est un film de guerre américain réalisé par George Waggner et sorti en 1951.

## Résumé
À travers l'épopée d'un équipage de sous-marin, dirigé par le Commandant Pop Perry, et son adjoint le Lieutenant Duke Gifford (incarné par John Wayne), on évoque la difficulté qu'eut la marine américaine à améliorer l'efficacité des torpilles équipant ses sous-marins pendant la période critique après l'attaque de Pearl Harbor.

## Fiche technique
- Titre original : Operation Pacific
- Réalisation et scénario : George Waggner
- Photographie : Bert Glennon
- Montage : Alan Crosland Jr.
- Production : Warner Bros. Pictures
- Durée : 111 min
- Pays :  États-Unis
- Langue : anglais et hawaiien
- Format d'image : Noir et blanc - Aspect Ratio : 1.37 : 1
- Son : Mono (RCA Sound System)
- Sortie : 
  - États-Unis : 27 janvier 1951
  - France : 29 juin 1951[1]

## Distribution
- John Wayne : Lt. Commander Duke E. Gifford
- Patricia Neal : Lieutenant Mary Stuart
- Ward Bond : Commandant John T. 'Pop' Perry
- Scott Forbes (en) : Lieutenant Larry
- Philip Carey : Lieutenant Bob Perry
- Paul Picerni : Jonesy
- Martin Milner : Enseigne Caldwell
- Sam Edwards : Junior
- Virginia Brissac : Sœur Anna
- Lewis Martin : Chef d'escadron
- Kathryn Givney : Commandante Steele
- James Flavin (non crédité) : Mick